# Lettre d'une inconnue (film)
Pour les articles homonymes, voir Lettre d'une inconnue et L'Inconnue.
Pour plus de détails, voir Fiche technique et Distribution.
Lettre d'une inconnue (Letter from an Unknown Woman) est un film américain réalisé par Max Ophüls, sorti en 1948, librement adapté de la nouvelle éponyme Lettre d'une inconnue de Stefan Zweig.

## Synopsis
Stefan Brand est un riche pianiste qui aime sortir la nuit et séduire les femmes. Un soir, alors qu'il rentre chez lui, il trouve une lettre d'une expéditrice inconnue. Les premières lignes l'accrochent et la lecture l'occupe finalement toute la nuit. Au fur et à mesure, il se découvre un passé sous le regard passionnel d'un être qu'il a ignoré.
Une quinzaine d'années plus tôt, alors qu'il emménageait dans un nouvel appartement, la fille de la voisine est tombée sous son charme. Elle l'a épié, suivi, aimé follement en secret. Elle le rencontrera un jour, ils passeront la nuit ensemble. Pour lui, ce ne sera qu'une passade, pour elle ce sera l'amour de sa vie.

## Fiche technique
- Titre original : Letter from an Unknown Woman
- Titre français : Lettre d'une inconnue
- Réalisateur : Max Ophüls (crédité Max Opuls)
- Premier assistant-réalisateur : John Sherwood (crédité John F. Sherwood)
- Assistants-réalisateur : Leo Werner et Mickey Bennett [réf. nécessaire]
- Scénariste adaptateurs : Howard Koch, Max Ophüls (non crédité) [réf. nécessaire]
- Œuvre originale : d'après la nouvelle Brief einer Unbekannten (Lettre d'une inconnue) de Stefan Zweig (1922)
- Producteurs : John Houseman, Nate Blumberg (non crédité) [réf. nécessaire]
- Producteur exécutif : William Dozier
- Société de production : Rampart Production
- Directeur de production : Edward Dodds [réf. nécessaire]
- Coordinateur de production : John Hambleton
- Société de distribution : Universal International
- Société de distribution en France : Universal Films S.A. [réf. nécessaire]
- Directeur de la photographie : Franz Planer (crédité Frank Planer, A.S.C.)
- Ingénieurs du son : Leslie I. Carey, Glenn Anderson (crédité Glenn F. Anderson)
- Compositeur de la musique originale : Daniele Amfitheatrof
- Orchestration : David Tamkin
- Conseiller technique : Paul Elbogen
- Directeur artistique : Alexander Golitzen
- Décorateurs : Russell A. Gausman, Ruby R. Levitt
- Costumier  : Travis Banton, Virginia Tutwiler (non créditée) [réf. nécessaire]
- Maquilleurs : Bud Westmore, Lou La Cava (non crédité) [réf. nécessaire]
- Coiffeuse : Carmen Dirigo
- Monteur : Ted J. Kent
- Pays de production :  États-Unis
- Langue originale : anglais
- Format : noir et blanc – 1,37:1 – son mono – 35 mm
- Enregistrement : Western Electric Recording
- Genre : drame
- Durée : 86 minutes
- Visa d’exploitation n° 12855
- Dates de sortie : 
  - États-Unis : 28 avril 1948 (New York)
  - France : 5 novembre 1948

## Distribution
- Louis Jourdan : Stefan Brand, pianiste concertiste
- Art Smith : John, domestique muet de Stefan
- Joan Fontaine : Lisa Berndle, amoureuse de Stefan
- Leo B. Pessin : Stefan Junior, fils de Lisa et Stefan
- Marcel Journet : Johann Stauffer, époux de Lisa
- Mady Christians : Frau Berndle, mère de Lisa
- Howard Freeman : Herr Kastner, second époux de Frau Berndle et beau-père de Lisa, commerçant à Lintz
- Sonja Bryden : Frau Spitzer, patronne d’une maison de couture où Lisa travaille comme mannequin
- Carol Yorke : Marie
- John Good : Leopold von Kaltnegger, lieutenant
- Paul E. Burns (non crédité) : concierge
- Otto Waldis (non crédité) : second concierge
- Celia Lovsky (non créditée) : marchande de fleurs
- Erskine Sanford (non crédité) : porteur
- Roland Varno (non crédité) : témoin de Stefan pour le duel

## Production
- Au générique, sous le nom de Louis Jourdan est inscrit « By Arrangement with David O. Selznick » c'est-à-dire « En accord avec David O. Selznick. » En effet, l’acteur français, installé aux États-Unis, était sous contrat avec David Selznick. Ce dernier a donc accepté de « prêter » son acteur pour ce film.

- Le producteur exécutif du film, William Dozier, est le mari de l’actrice principale, Joan Fontaine, et c’est la société de production qu’ils ont créé ensemble, Rampart Production, qui produit Lettre d’une inconnue.

## Tournage
Le tournage se déroule d'août à octobre 1947 aux studios Universal, 100 Universal City Plaza, Universal City, Californie. [réf. nécessaire]

## Musiques du film
- Etude in D Flat Major de Franz Liszt
- La Flûte enchantée de Wolfgang Amadeus Mozart
- Tannhäuser: O du mein holder Abendstern de Richard Wagner

## Autour du film
- Au début du film, le personnage de Lisa n’est encore qu’une adolescente alors que Stefan est déjà un pianiste reconnu ayant de nombreuses conquêtes amoureuses. En fait, Joan Fontaine, l’interprète de Lisa, a 30 ans au moment de la sortie du film. Elle est plus âgée que Louis Jourdan, l’interprète de Stefan, qui n’a que 26 ans.

## Version française
La traduction est de Cottrell – Eisenschitz et le sous-titrage d’Hiventy pour TransPerfect.

## Critique
« Passion bafouée. Celle d'une femme (Joan Fontaine) dont le cœur bat en secret pour un pianiste volage qu'elle a croisé à trois reprises, qu'elle épie, qui l'ignore, auquel elle s'offre corps et âme, mais qui ne la reconnaît pas, ou trop tard, en recevant une lettre posthume dans laquelle elle avoue sa vaine quête : « Je n'ai que toi, toi qui ne m'as jamais connue et que j'ai toujours aimé. » Seule la caméra rapproche dans un même mouvement les amants que tout sépare. La dévotion de la femme douce illuminée par un amour absolu se heurte à l'aveuglement d'un amant frivole aux abandons sensuels sans lendemains. Cette Adèle H. viennoise hante des lieux qui trahissent la malédiction de ses espoirs, son chagrin et l'irrémédiable incompatibilité du cynisme et du sacré. »

— Jean-Luc Douin

## Distinctions
- En 1992, Lettre d’une inconnue a été sélectionné pour son « importance culturelle, historique ou esthétique » pour faire partie du National Film Registry et, ainsi, être conservé à la Bibliothèque du Congrès des États-Unis.

- En juillet 2021, le film a été projeté dans la section Cannes Classics du Festival de Cannes.